# Pieni Hirvijärvi
Pieni Hirvijärvi är en sjö i kommunen Kaavi i landskapet Norra Savolax i Finland. Den är 9,8 meter djup. Arean är 37 hektar och strandlinjen är 3,24 kilometer lång. Sjön  ingår i Vuoksens huvudavrinningsområde.   Den ligger omkring 46 kilometer nordöst om Kuopio och omkring 370 kilometer nordöst om Helsingfors. 